# Eurasijská step

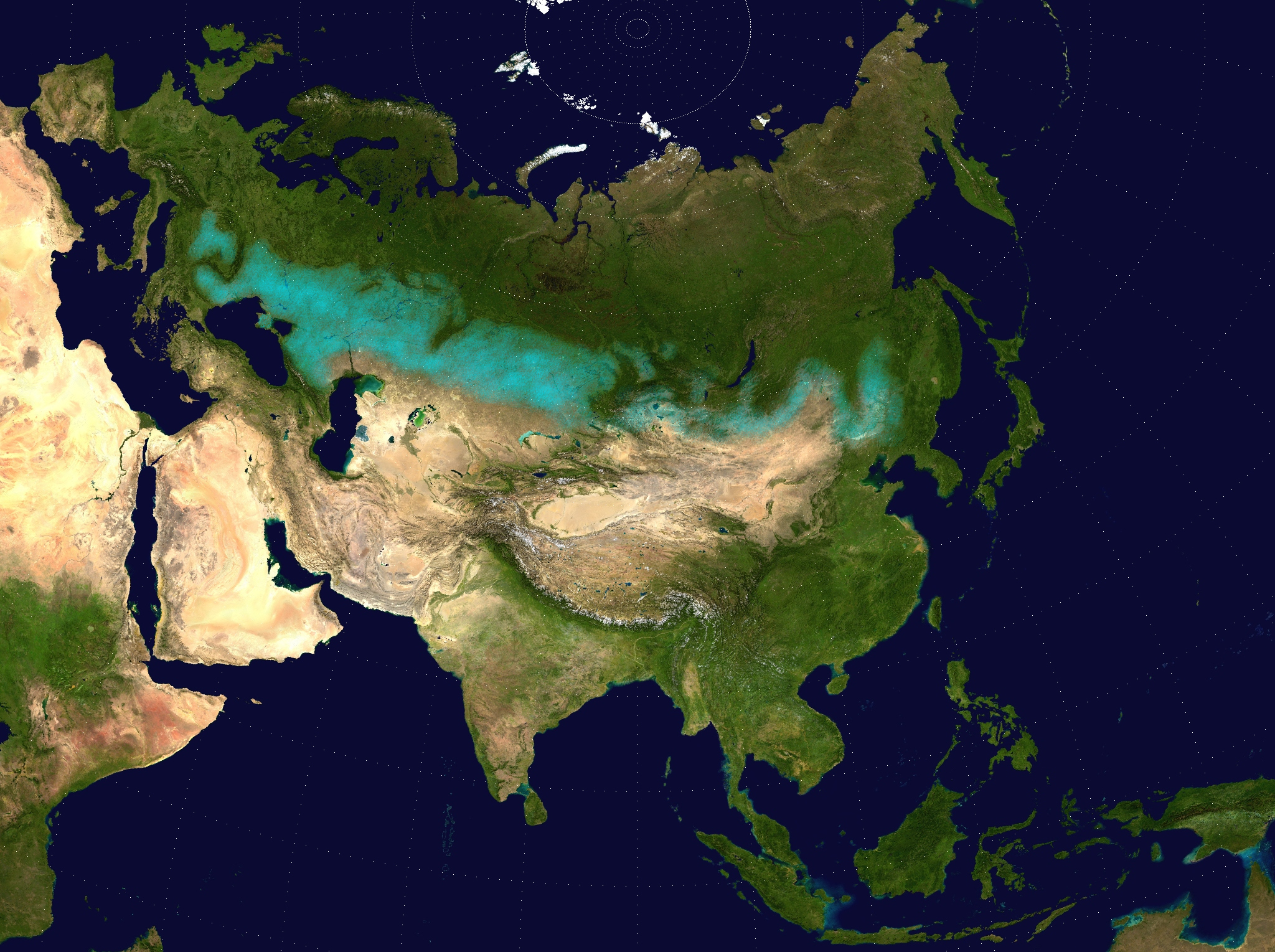
Eurasijský stepní pás (tyrkysově)

Euroasijská step, také jednoduše nazývaná Velká step nebo stepi, je rozsáhlý stepní ekoregion Eurasie v biomu mírných pastvin, savan a křovin. Rozprostírá se přes Maďarsko, Bulharsko, Rumunsko, Moldavsko, Ukrajinu, západní Rusko, Sibiř, Kazachstán, Sin-ťiang, Mongolsko a Mandžusko s jednou významnou exklávou, Panonskou stepí neboli Pusztou, která se nachází převážně v Maďarsku.
Stepní cesta od paleolitu spojovala střední Evropu, východní Evropu, západní Asii, střední Asii, východní Asii a jižní Asii ekonomicky, politicky a kulturně prostřednictvím pozemních obchodních cest. Stepní stezka je předchůdkyní nejen hedvábné stezky, která se vyvíjela ve starověku a středověku, ale také Euroasijského zemského mostu v novověku. Byla domovem nomádských říší a mnoha velkých kmenových konfederací a starověkých států v průběhu historie, jako byli Siungnuové, Skýtie, Kimmeriové, Sarmati, Hunové, Chórezm, Transoxanie, Sogdiana, Sienpiové, Mongolská říše a Göktürkský kaganát.